# Influenzavirus A subtype H7N7
H7N7 is een variant van het vogelgriepvirus (Influenza A). Het virus kan via vogels overgaan op mensen. Daarnaast is H7N7 ook waargenomen bij varkens, zeehonden, paarden en muizen. 
Het virus is dodelijk voor vogels. De symptomen bij mensen waren meestal vrij mild, vergelijkbaar met die van de ‘gewone’ griep. 
In 2003 vond in Nederland een uitbraak van dit virus plaats waarbij 89 mensen besmet werden en 1 dode viel.